# 鄭惟桓
鄭惟桓，字用文，浙江常山縣人，順天府大興縣富戶籍，明朝政治人物。進士出身。

## 生平
早年出身國子生，中式順天府鄉試第七十名進士。成化十四年（1478年）戊戌科會試第九十名，殿試登進士第三甲第二百一十四名。官江西建昌縣知縣。官至湖廣副使。

## 家族
曾祖鄭善同，義官。祖父鄭沂，贈監察御史。父鄭佑，曾任按察司副使。